# Jezioro Kościelne (Pojezierze Myśliborskie)
Jezioro Kościelne (niem. Klopp See) – jezioro rynnowe w Polsce, położone w województwie zachodniopomorskim, w powiecie pyrzyckim w gminie Lipiany.
Akwen leży na Pojezierzu Myśliborskim, w granicach administracyjnych miasta Lipiany.